# Let It Die
Let It Die drugi je studijski album kanadske kantautorice, Feist. Snimljen je u Parizu tijekom 2002. i 2003., te objavljen 2004. godine. Album kombinira elemente jazza, bossa nove i indie rocka. Postigao je platinastu nakladu u Kanadi.

## Popis pjesama
1. "Gatekeeper" (Feist/Chilly Gonzales)
2. "Mushaboom" (Feist)
3. "Let It Die" (Feist)
4. "One Evening" (Feist/Gonzales)
5. "Leisure Suite" (Feist/Gonzales)
6. "Lonely Lonely" (Tony Sherr/Feist)
7. "When I Was a Young Girl" (tradicionalna)
8. "Secret Heart" (Ron Sexsmith)
9. "Inside and Out" (Barry Gibb/Maurice Gibb/Robin Gibb)
10. "Tout doucement" (Emile Jean Mercadier/Rene Albert Clausier)
11. "Now at Last" (Bob Haymes)
12. "Amourissima" (Gonzales/Feist/Pierre Grillet)
13. "L'amour ne dure pas toujours" (Françoise Hardy)